# 亀姫 (松平忠直の娘)
亀姫（かめひめ、元和3年4月3日（1617年5月7日） - 延宝9年1月17日（1681年3月7日））は、高松宮好仁親王の妃。松平忠直の娘で、母は徳川秀忠の三女・勝姫。後に秀忠の養女となる。名は寧子とも。院号は宝珠院（ほうしゅいん）。同母妹の鶴姫は、叔父である徳川家光の養女として九条道房に嫁いでいる。
元和3年（1617年）、越前国北荘で生まれる。寛永7年（1630年）、外祖父・秀忠の養女として高松宮（有栖川宮）初代である好仁親王の妃として嫁ぎ、明子女王（後西天皇女御）・女二宮の2女をもうけた。寛永15年（1638年）に好仁親王が没し、落飾して宝珠院と号した。承応2年（1653年）に越後高田に移住する。
延宝9年（1681年）、65歳で死去した。越後高田の長恩寺に葬られる。法名は宝珠院光誉寥郭冲意大姉。